# Byrsonima aerugo
Byrsonima aerugo är en tvåhjärtbladig växtart som beskrevs av Paul Antoine Sagot. Byrsonima aerugo ingår i släktet Byrsonima och familjen Malpighiaceae. Inga underarter finns listade i Catalogue of Life.